# الدول الأعضاء في جامعة الدول العربية

جدول زمني بياني للعضوية

يبلغ عدد الدول الأعضاء في جامعة الدول العربية 22 دولة اعتبارًا من 2022. تأسست في القاهرة في عام 1945 من قبل مملكة مصر، ومملكة العراق، ولبنان، والانتداب على فلسطين، والسعودية، والجمهورية السورية، وشرق الأردن (الأردن من عام1946)، واليمن الشمالي (في وقت لاحق تحولت إلى اليمن). وكانت هناك زيادة مستمرة في العضوية خلال النصف الثاني من القرن العشرين مع قبول 15 دولة عربية و4 مراقبين.
تشاد ليست عضواً على الرغم من أن اللغة العربية واحدة من لغاتها الرسمية، إذ أن نحو 12 في المائة من التشاديين يعرفون أنفسهم على أنهم عرب وحوالي 900,000 ناطق بالعربية. وقدمت طلبا للحصول على العضوية في مارس 2014.
الجمهورية العربية الصحراوية الديمقراطية ليست عضوا في جامعة الدول العربية لأنها لا تعترف بها سوى بعض الدول الأعضاء في جامعة الدول العربية.
انفصلت جنوب السودان عن دولة السودان العضو في يوليو 2011.

## قائمة الدول الأعضاء الحالية
| رقم | العلم                    | البلد                    | تاريخ القبول | العاصمة                                | المساحة (كم²)                        | السكان      | الناتج المحلي الإجمالي | اللغات الرسمية             | الزعيم                    |
| 1. | الجزائر                  | الجزائر                  | 1962-08-16   | الجزائر                                | 2٬381٬741                            | 44٬178٬884  | 193٬601                | العربية، الأمازيغية        | عبدالمجيد تبون            |
| 2. | البحرين                  | البحرين                  | 1971-09-11   | المنامة                                | 785                                  | 1٬540٬558   | 44٬169                 | العربية                    | حمد بن عيسى               |
| 3. | جزر القمر                | جزر القمر                | 1993-11-20   | موروني                                 | 1٬862                                | 876٬437     | 1٬310                  | العربية، القمرية، الفرنسية | غزالي عثماني              |
| 4. | جيبوتي                   | جيبوتي                   | 1977-09-04   | جيبوتي                                 | 23٬200                               | 957٬273     | 3٬836                  | العربية، الفرنسية          | إسماعيل عمر جيلي          |
| 5. | مصر                      | مصر                      | 1945-03-22   | القاهرة                                | 1٬002٬450                            | 103٬808٬319 | 435٬621                | العربية                    | عبدالفتاح السيسي          |
| 6. | العراق                   | العراق                   | 1945-03-22   | بغداد                                  | 438٬317                              | 40٬462٬701  | 297٬341                | العربية، الكردية           | محمد شياع السوداني        |
| 7. | الأردن                   | الأردن                   | 1945-03-22   | عمان                                   | 89٬342                               | 10٬998٬531  | 47٬745                 | العربية                    | عبد الله الثاني بن الحسين |
| 8. | الكويت                   | الكويت                   | 1961-07-20   | مدينة الكويت                           | 17٬818                               | 3٬068٬155   | 186٬610                | العربية                    | مشعل الأحمد الجابر الصباح |
| 9. | لبنان                    | لبنان                    | 1945-03-22   | بيروت                                  | 10٬452                               | 5٬296٬814   | 27٬320                 | العربية                    | جوزيف عون                 |
| 10. | ليبيا                    | ليبيا a                  | 1953-03-28   | طرابلس                                 | 1٬759٬540                            | 7٬137٬931   | 48٬773                 | العربية                    | عبدالحميد الدبيبة         |
| 11. | موريتانيا                | موريتانيا                | 1973-11-26   | نواكشوط                                | 1٬030٬700                            | 4٬161٬925   | 9٬280                  | العربية                    | محمد ولد الغزواني         |
| 12. | المغرب                   | المغرب                   | 1958-10-01   | الرباط                                 | 710٬850                              | 36٬738٬229  | 133٬062                | العربية، الأمازيغية        | محمد السادس               |
| 13. | سلطنة عمان               | عمان                     | 1971-09-29   | مسقط                                   | 309٬500                              | 3٬764٬348   | 110٬127                | العربية                    | هيثم بن طارق              |
| 14. | دولة فلسطين              | دولة فلسطين              | 1976-09-09   | القدس (المعلنة) رام الله (بحكم الواقع) | 26٬990 (مطالب بها) 6٬220 (مطالب بها) | 4٬997٬349   | 19٬698                 | العربية                    | محمود عباس                |
| 15. | قطر                      | قطر                      | 1971-09-11   | الدوحة                                 | 11٬586                               | 2٬508٬182   | 225٬716                | العربية                    | تميم بن حمد               |
| 16. | السعودية                 | السعودية                 | 1945-03-22   | الرياض                                 | 2٬149٬690                            | 35٬354٬380  | 1٬040٬166              | العربية                    | محمد بن سلمان             |
| 17. | الصومال                  | الصومال                  | 1974-02-14   | مقديشو                                 | 637٬657                              | 12٬386٬248  | 8٬491                  | العربية، الصومالية         | حسن شيخ محمود             |
| 18. | السودان                  | السودان                  | 1956-01-19   | الخرطوم                                | 1٬861٬484                            | 47٬958٬856  | 31٬460                 | العربية، الإنجليزية        | عبدالفتاح البرهان         |
| 19. | سوريا                    | سوريا                    | 1945-03-22   | دمشق                                   | 185٬180                              | 21٬563٬800  | 15٬572 (2020)          | العربية                    | احمد الشرع                |
| 20. | تونس                     | تونس                     | 1958-10-01   | تونس                                   | 163٬610                              | 11٬896٬972  | 45٬642                 | العربية                    | قيس سعيد                  |
| 21. | الإمارات العربية المتحدة | الإمارات العربية المتحدة | 1971-12-06   | أبو ظبي                                | 83٬600                               | 9٬915٬803   | 501٬354                | العربية                    | محمد بن زايد              |
| 22. | اليمن                    | اليمن b                  | 1945-05-05   | صنعاء عدن                              | 555٬000                              | 30٬984٬689  | 28٬134                 | العربية                    | رشاد العليمي              |
| a. ويشغل مقعد ليبيا مجلس النواب (ليبيا) (الذي يتنازع عليه كل من المؤتمر الوطني العام بقيادة جماعة الإخوان المسلمين (2014) و‌حكومة الوفاق الوطني) b. يشغل مقعد اليمن مجلس الوزراء اليمني (الذي تتنازع عليه اللجنة الثورية العليا للحوثيين) |                          |                          |              |                                        |                                      |             |                        |                            |                           |

## توسيع عضوية الجامعة
- 1942 – المملكة المتحدة تروج لفكرة جامعة الدول العربية للفوز بمعركتها ضد ألمانيا النازية في الشرق الأوسط.
- 1945 – يوقع قادة سبع دول في الشرق الأوسط على بروتوكول الإسكندرية، وبذلك أنشئت أول منظمة لها أيديولوجية عربية في القرن العشرين. وكان الأعضاء المؤسسين مصر والعراق ولبنان وسوريا والسعودية والأردن (الداخلة تحت اسم شرق الأردن)، واليمن (التي كانت معروفة عموما تحت اسم اليمن الشمالي من عام 1967).
- 1953 (التوسيع الأول) – تنضم ليبيا إلى جامعة الدول العربية بعد عامين من الاستقلال.
- 19 يناير 1956 (التوسيع الثاني) – ينضم السودان إلى الجامعة، بعد أسبوعين من استقلالها عن المملكة المتحدة ومصر.
- 1 أكتوبر 1958 (التوسيع الثالث) – انضم المغرب وتونس إلى الجامعة، بعد عامين من الاستقلال.
- 20 يوليو 1961 (التوسيع الرابع) – الكويت تنضم إلى الجامعة بعد 31 يوما من الاستقلال، وتصبح أول دولة آسيوية تنضم إلى الجامعة بعد الدول المؤسسة.
- 16 أغسطس 1962 (التوسيع الخامس) – انضمت الجزائر إلى الجامعة بعد أقل من شهرين من استقلالها.
- 1967 (التوسيع السادس) – ينضم اليمن الجنوبي إلى الجامعة عند استقلالها.
- 1971 (التوسيع السابع) – أكبر توسيع مع انضمام أربع دول عربية إلى الجامعة، الإمارات العربية المتحدة وعمان وقطر والبحرين.
- 26 نوفمبر 1973 (التوسيع الثامن) – تنضم موريتانيا إلى الجامعة بعد ثلاثة عشر عاما من الاستقلال.
- 14 فبراير 1974 (التوسيع التاسع) – ينضم الصومال إلى الجامعة بعد أربع عشرة سنة من الاستقلال.
- 9 سبتمبر 1976 (التوسيع العاشر) – تنضم فلسطين إلى الجامعة.
- 4 سبتمبر 1977 (التوسيع الحادي عشر) – تنضم جيبوتي إلى الجامعة العربية قبل شهرين من استقلالها عن فرنسا في العام نفسه.
- 22 مايو 1990 – توحيد اليمن الشمالي والجنوبي
- 1993 (التوسيع الثاني عشر) – انضمت جزر القمر إلى الجامعة.
- يناير 2003 – انضمام إريتريا إلى الجامعة بصفة مراقب.
- 2003 – البرازيل تنضم إلى الجامعة كمراقب لقمة واحدة.
- سبتمبر 2006 – فنزويلا تنضم إلى الجامعة كمراقب لقمة واحدة.
- أبريل 2007 – تنضم الهند إلى الجامعة كدولة مراقبة للقمة.
- يوليو 2011 – حصل جنوب السودان على الاستقلال من السودان، ولكنه لا ينضم إلى الجامعة.[6]

### طموح التوسع
هناك ثلاثة بلدان فقط من البلدان الناطقة باللغة العربية لا تزال خارج الجامعة: إريتريا، وتشاد، وإسرائيل. بالإضافة إلى ذلك، هناك أيضا دولتان ناطقتان بالعربية الأخرى ذات اعتراف محدود – هما الجمهورية العربية الصحراوية الديمقراطية وصوماليلاند - إلا أن حالتهما المتنازع عليها، التي يطالب بها أعضاء الجامعة المغرب والصومال على التوالي، تجعل من عضويتهما غير مرجحة في المستقبل المنظور. وبسبب بند في ميثاق جامعة الدول العربية يمنح حق الأراضي التي انشقت عن دولة عضو في جامعة الدول العربية للانضمام إلى المنظمة، فإنه تم طمأنة جنوب السودان الوليد بأنه عضو كامل العضوية في جامعة الدول العربية إذا اختارت حكومة البلاد السعي للحصول عليه. وبدلا من ذلك، يمكن للدولة أن تختار الحصول على مركز المراقب.
لكي ينظر في عضويتها، تحتاج إريتريا إلى تحسين علاقاتها مع غيرها من الدول المجاورة الأعضاء في المنظمة، بما في ذلك جيبوتي والسودان والصومال. وكانت الحكومة المصرية قد أيدت ترشيح تشاد في عام 2010 بموجب حكم حسني مبارك. تقدمت تشاد بطلب للعضوية في 25 مارس 2014.
أشار ممثل لإدارة جنوب السودان إلى أن جنوب السودان لن ينضم إلى الجامعة لأن الحكومة تؤمن بأن الإقليم لا يفي بالشروط المسبقة اللازمة للإدراج، وتحديدا أن "الجامعة تشترط أن تكون البلدان هي البلدان الناطقة باللغة العربية التي تعتبر اللغة العربية لغة الأمة الرئيسية؛ وعلى رأس ذلك، تشترط الجامعة أن يؤمن شعب ذلك البلد بعينه بأنه من العرب فعلا". فشعب جنوب السودان ليس من أصل عربي، ولذلك لا أعتقد أنه سيكون هناك أي شخص في جنوب السودان يفكر في الانضمام إلى الجامعة العربية". ومع ذلك، قدم جنوب السودان طلبا للعضوية في 25 مارس 2014، لا يزال قيد النظر. وقال وزير خارجية جنوب السودان دينق ألور كول في مقابلة مع صحيفة الشرق الأوسط: "إن جنوب السودان هو أقرب بلد أفريقي للعالم العربي، ونحن نتحدث عن نوع خاص من العربية يعرف بعربية جوبا". ويؤيد السودان طلب جنوب السودان الانضمام إلى الجامعة العربية.

### تعليقات مؤقتة
تم تعليق عضوية مصر في عام 1979 بعد التوقيع على معاهدة السلام بين مصر وإسرائيل، ونقل مقر الجامعة من القاهرة إلى تونس. وفي عام 1987، أعادت دول جامعة الدول العربية علاقاتها الدبلوماسية مع مصر، وأعيد قبول هذا البلد في جامعة الدول العربية في عام 1989، وأعيد مقر الجامعة إلى القاهرة.
تم تعليق ليبيا من الجامعة العربية في 22 فبراير 2011. وفي 27 أغسطس 2011، صوتت جامعة الدول العربية لصالح استعادة عضوية ليبيا من خلال اعتماد ممثل للمجلس الوطني الانتقالي، الذي تم الاعتراف به جزئيا بوصفه الحكومة المؤقتة للبلاد في أعقاب الإطاحة بالقذافي من العاصمة طرابلس.
في 12 نوفمبر 2011، أصدرت الجامعة مرسوما من شأنه أن يوقف عضوية الجمهورية العربية السورية المحكومة من حزب البعث في حالة فشل الحكومة في وقف العنف ضد المتظاهرين المدنيين بحلول 16 نوفمبر 2011 في خضم الانتفاضة. وعلى الرغم من ذلك، فإن الحكومة لم تخضع لمطالب الجامعة، مما أدى إلى تعليقها لأجل غير مسمى. وفي وقت لاحق، صُرِّح انه يحق للمعارضة السورية أن تشغل مقعدها في الجامعة.